# Dir En Grey
Dir En Grey (bis 2006 als Dir en grey stilisiert) ist eine 1997 gegründete japanische Band aus Osaka. Sie werden häufig als Visual-Kei-Band bezeichnet, da sie als solche bekannt geworden sind und zu den erfolgreichsten Interpreten dieses Genre zählen. Aufgrund der zunehmenden musikalischen und optischen Wandlung in den letzten Jahren werden sie oft auch dem allgemeineren Begriff J-Rock zugeordnet.

## Name
Der Bandname besteht aus drei Wörtern, die jeweils einer anderen Sprache entnommen wurden: „Dir“ dem Deutschen, „en“ dem Französischen und „grey“ dem Englischen. Zu Zeiten der Bandgründung glaubten die Mitglieder, dass „dir“ das deutsche Wort für „Silbermünze“ sei, der Bandname sollte dementsprechend „Graue Silbermünze“ bedeuten. Dies spiegelt sich auch im Namen des Fanclub-Magazins 灰色の銀貨 (Haiiro no Ginka) wider, welcher die japanische Übersetzung des Bandnamens ist. Der Name sollte ein musikalisches Bild vermitteln, das weder schwarz noch weiß ist, weshalb man sich für grau entschied.
Kyo kannte den Namen schon vor der Band-Gründung, laut Kaoru ist der Bandname einem Lied der befreundeten Band Lareine mit dem Titel „Dir en gray“ entnommen. Das Lied beginnt mit dem Satz 灰色のあなたに dir en gray (Haiiro no anata ni dir en gray), welcher auch die tatsächliche Übersetzung der Wörter ist. Weshalb Dir En Grey glaubte, dass „dir“ das deutsche Wort für „Silbermünze“ sei, ist unklar, sie wurden sich ihres Fehlers jedoch mit der Zeit bewusst.
Bandleader Kaoru hat sich inzwischen mehrfach zu dieser Frage geäußert und meint, dass der Name zur Zeit der Bandgründung eine Bedeutung gehabt habe, die jetzt aber so nicht mehr stimme, und dass der Name jetzt nichts mehr bedeute. Der Name sei gewählt worden, weil er richtig klinge und ein Image reflektiere, das einzigartig sei.

## Geschichte

### Gründung und erste Erfolge (1997–2000)

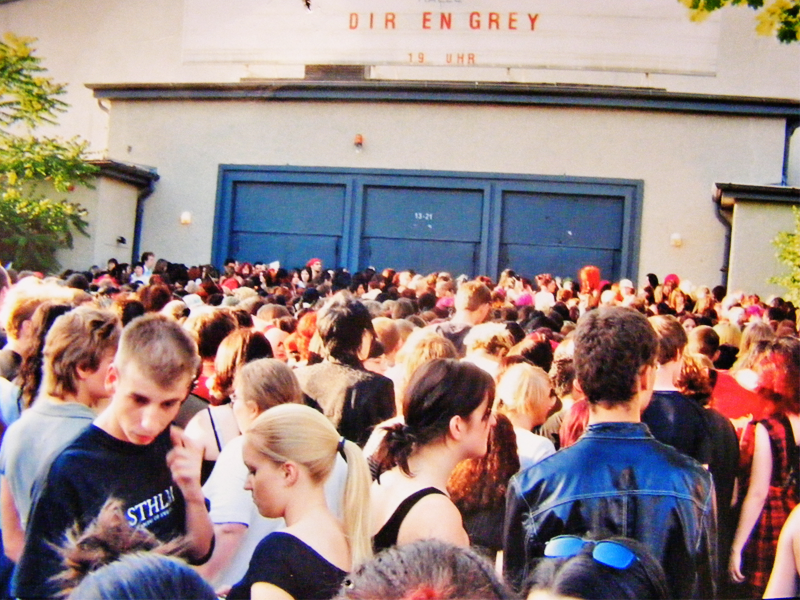
Fans vor der Columbiahalle, Berlin, Stunden vor dem ersten Deutschlandkonzert von Dir En Grey am 28. Mai 2005

Dir En Grey wurde im Frühjahr 1997 von vier der fünf ehemaligen Mitglieder der Indie-Gruppe La:Sadie's gegründet. Sie schlossen sich mit dem Support-Gitarristen der Band D†L, Toshiya zusammen, der in der neuen Band die Position des Bassisten einnahm. Zunächst gab die Band am 24. Januar ein Konzert unter dem Namen DEATHMASK, wo sie ungefähr vier Lieder der Band Kuroyume coverten. Am 2. Februar erfolgte schließlich die offizielle Bandgründung unter dem Namen Dir en grey. Nach der Veröffentlichung des Mini-Albums MISSA und der Singles JEALOUS und -I'll-, welche Platz 7 der japanischen Oricon-Charts erklomm, nahm sich Yoshiki (X Japan) ihrer an und produzierte 1999 mit ihnen die drei Singles アクロの丘 (Akuro no Oka), ゆらめき (Yurameki) und 残-ZAN-, welche zeitgleich veröffentlicht wurden und alle drei in die Top 10 der Oricon-Charts einstiegen. Es folgten daraufhin noch zwei weitere Singles und schließlich ihr erstes Album GAUZE, zu dem es eine Tournee gab, sowie ein Video mit einer kompletten Visualisierung aller Songs des Albums. Im Jahr 2000 veröffentlichten sie ein Video/DVD mit dem Abschlusskonzert ihrer ersten großen Japan-Tour in der Osaka-jo Hall, außerdem weitere Singles und ihr zweites Album MACABRE. Damit waren Dir En Grey als feste Größe in der japanischen Visual-Kei Szene etabliert.

### Stiländerung und internationaler Erfolg (2001–2007)
Weitere Alben und Tourneen in Japan folgten, bevor die Band im Jahre 2002 nach Veröffentlichung des Albums 鬼葬 (Kisō) das erste Mal Japan verließ um Konzerte in Shanghai, Hongkong, Taiwan und Korea zu geben. Nach der Veröffentlichung des Albums Withering to Death. am 9. März 2005 in Japan gaben sie am 28. Mai 2005 ihren ersten Auftritt in Deutschland in der Columbiahalle in Berlin. Insgesamt kamen 3500 Besucher zu dem Konzert. Neben dem Auftritt in Berlin trat die Band auch bei Rock am Ring am 3. Juni 2005 und Rock im Park am 4. Juni 2005 auf. Es folgten ein Konzert in Paris am 24. Juli 2005 und ein Auftritt beim Octopus Rock Festival in Belgien am 29. Juli 2005.
Nachdem sie im März 2006 drei Konzerte in den USA gaben, traten Dir En Grey auch wieder in Deutschland auf. Zum einen waren sie am 27. Mai 2006 in der Berliner Columbiahalle und dann am 28. Mai im Kölner E-Werk zu sehen und hatten kurz darauf erneut Auftritte bei Rock am Ring und Rock im Park. Im Sommer 2006 traten Dir En Grey während der „Family Values Tour“ erneut in den USA auf und im Frühjahr 2007 folgten weitere Konzerte in Nordamerika, unter anderem in Toronto, Kanada. Am 7. Februar 2007 erschien in Japan ein neues Album mit dem Titel THE MARROW OF A BONE. Im Sommer fanden viele Auftritte auf verschiedenen Festivals statt, sowie unter anderem Konzerte in Dresden, London und München und weitere Auftritte in den Vereinigten Staaten.
Im September 2007 wurde eine neue Tour nach dem Titel der neuen Single DOZING GREEN angekündigt, die dann in Japan am 24. Oktober 2007 und am 26. Oktober in Deutschland veröffentlicht wurde. Ende November 2007 eröffneten Dir En Grey zwei Shows der Band Linkin Park im Rahmen der Linkin Park Japan Tour 2007 in der Saitama Super Arena. Im Dezember wurde eine weitere Japan-Tournee im Rahmen des zehnten Bandjubiläums angekündigt. Am 19. Dezember 2007 wurden zwei Best-Of-Alben, DECADE 1998–2002 und DECADE 2003–2007, veröffentlicht.

### Erneute Stiländerung und Band-Pause (2008–2012)
Anfang 2008 starteten Dir En Grey die Aufnahmen des neuen Studioalbums. Im Mai 2008 fand die erste Tournee des Jahres statt. Es war eine weitere Japan-Tour „Tour 08 Death over Blindness“. Zum Abschluss spielten Dir En Grey am 28., 29., und 30. Mai drei Shows im Shinkiba Studio Coast. Am 4. Mai 2008 spielte die Band zusammen mit X Japan, Luna Sea, Oblivion Dust, MUCC, D’espairsRay, the Underneath und heidi. auf dem „hide memorial summit“, das zum zehnten Jahrestag des Todes des in Japan berühmten Gitarristen Hide abgehalten wurde.
Am 10. September 2008 erschien die neue Single GLASS SKIN und gleichzeitig begann die zweite Japan-Tour des Jahres, „Tour 08 The Rose Trims Again“. Die Tournee startete mit zwei Shows im Shibuya AX in Tokio, die nur von [a knot]-Mitgliedern besucht werden konnten und endete mit zwei Auftritten im Zepp Sapporo am 10. und 12. Oktober 2008.
Ebenfalls fand im November der Nordamerika-Ableger der „The Rose Trims Again“-Tour in 22 Städten in den USA und Kanada statt. Am 12. November erschien das siebte Studioalbum UROBOROS in Japan, welches zwei Tage später auch in Deutschland veröffentlicht wurde. Das Album beinhaltet 13 Titel, inklusive der englischen Versionen der zwei Singles DOZING GREEN und GLASS SKIN. Am 24., 25. und 26. Dezember 2008 spielten Dir En Grey im Yokohama Blitz drei Weihnachtskonzerte unter dem Namen „-BAJRA-“. Am 29. Dezember trat die Band in der Osaka-Jo Hall auf, wo sie neun Jahre zuvor ihr erstes großes Konzert gaben. Dort wurde neben einigen alten Liedern, wie ain't afraid to die oder Mr.NEWSMAN, auch zum ersten Mal das komplette Album UROBOROS gespielt. Am 31. Dezember begann um 23:55 Uhr das Silvesterkonzert im Namba Hatch (Osaka).
Im Januar 2009 nahmen Dir En Grey an der „Kerrang! Relentless Tour 2009“ in Irland und Großbritannien teil. Anfang Februar 2009 startete die „Tour 09 Feast of V Senses“. Neben gewöhnlichen Auftritten in großen Hallen fanden dabei auch sogenannte „-Male only-“ Konzerte in kleineren Städten und Clubs Japans statt. Im Sommer des Jahres kehrte die Band außerdem abermals nach Europa zurück und absolvierte auch mehrere Auftritte in Deutschland, in Saarbrücken, München, Dresden und Berlin.
Am 2. Dezember 2009 veröffentlichten Dir En Grey die Single 激しさと、この胸の中で絡み付いた灼熱の闇 (Hageshisa to, Kono Mune no Naka de Karamitsuita Shakunetsu no Yami). Nach ausverkauften Shows an zwei Tagen im Nippon Budokan und der Veröffentlichung einer Fotosammlung sowie des Videomaterials der Budokan Konzerte, kündigen Dir En Grey weitere Auslandsaktivitäten an. Danach nehmen sie am SONISPHERE Festival in Knebworth teil und treten am 3. August 2010 im Londoner KOKO auf. Es folgten weitere Auftritte in Europa, u. a. in Russland.
Mit der „Paradox of Retaliation“ Tour kehrten Dir En Grey 2011 nach Europa zurück. Auch drei Konzerte in Deutschland waren geplant. Am 6. August 2011 traten sie beim ausverkauften Wacken Open Air Festival auf. Am 13. August 2011 spielten sie in der Zeche Bochum. Abschluss der Deutschlandtour stellte das Konzert am 21. August 2011 im Columbia Club in Berlin dar. Laut den Veranstaltern waren die Konzerte bereits nach wenigen Stunden ausverkauft. Ein Novum war die nach der Atomreaktor-Katastrophe 2011 öffentlich geäußerte Kritik an der japanischen Politik, die sie mit ihrer Internetseite „Scream for truth“ öffentlich machten.
Im Februar 2012 gab die Band eine Bandpause auf unbestimmte Zeit bekannt. Grund dafür sind die Stimmbandprobleme von Sänger Kyo. Die geplante „The Still Reckless“ Tour durch Nordamerika wurde abgesagt. Anfang Juli 2012 wurde auf einem Treffen von Dir En Grey-Vertretern und dem Fanclub A Knot bekannt gegeben, dass Sänger Kyo wieder auf dem Weg der Besserung sei und die Band dabei wäre, neue Lieder zu produzieren.

### ARCHEundThe Insulated World(seit 2013)
Im Juni 2013 kehrten Dir En Grey im Rahmen ihrer „Tabula Rasa“ Tour wieder nach Europa zurück und spielten innerhalb der Tour erneut auf dem Download-Festival und dem Nova Rock Festival. Später im selben Jahr kehrten sie im Rahmen ihrer „Ghoul“ Tour auch in die USA und Kanada zurück. Im Februar 2014 spielte die Band zum ersten Mal in Australien, auf dem Soundwave Festival. Am 8. und 9. März traten sie erneut im großen Budokan auf. Eine im August 2014 stattgefundene Japan-Tour (TOUR14 PSYCHONNECT -mode of “GAUZE”?-) und die DVD-Veröffentlichung ihres Auftritts in der Budokan-Halle beendeten diesen Tour-Zyklus. Am 5. August des Jahres wurde schließlich das neunte Studio-Album mit dem Titel ARCHE für den 10. Dezember 2014 angekündigt, begleitet von der „TOUR14-15 BY THE GRACE OF GOD“. Der „The Unstoppable Life“ Tour durch Japan wurden Konzerte innerhalb Europas angehängt, u. a. Berlin und Dortmund, welche im Mai 2015 stattfanden.
Am 26. September 2018 veröffentlichte die Band ihr zehntes Album, „The Insulated World“, im Anschluss tourten sie durch Europa, mit zwei Konzerten in Deutschland.

## Stil

### Musik
Die musikalischen Anfänge von Dir En Grey haben ihre Wurzeln in der Musikszene der Visual-Kei-Bands. Typisch für diese Subkultur ist eine starke Vermischung verschiedener musikalischer Genres, die sich auch bei Dir En Grey wiederfinden lässt. Während MISSA (1997) und GAUZE (1999) noch als relativ ruhig und ausgeglichen angesehen werden können, begann die Band mit den Alben MACABRE (2000) und 鬼葬 (Kisō) (2002) vermehrt auch härtere Lieder zu spielen, die nicht nur einen Kontrast zu früheren Stücken bildeten, sondern sich mitunter auch im Kontext des jeweiligen Albums stark abhoben (z. B. The Domestic Fucker Family).
Mit der Veröffentlichung von six Ugly (2002) und VULGAR (2003) begann die Band einheitlicher in Richtung Metal zu spielen und veränderte sich auch optisch, indem die aufwendigen Kostüme und Verzierungen abgelegt wurden und dunklere, schlichtere Kleidung getragen wurde.
Diese Veränderungen stießen bei den Fans der Band auf unterschiedliche Reaktionen. Zum einen gab und gibt es Kritik, dass Dir En Grey sich zu sehr von westlichen Nu-Metal-Bands beeinflussen lassen, zum anderen gibt es jedoch auch Stimmen, die das Voranschreiten und die Weiterentwicklung der Band befürworteten.
Das im Frühjahr 2005 veröffentlichte Album Withering to death. wurde bereits als sehr metal-lastig angesehen, obgleich sich darauf auch ruhigere Stücke wie 悲劇は目蓋を下ろした優しき鬱 (Higeki wa Mabuta o Oroshita Yasashiki Utsu) oder 愛しさは腐敗につき (Itoshisa wa Fuhai ni Tsuki) befanden.
Mit der Veröffentlichung der Single AGITATED SCREAMS OF MAGGOTS im November 2006 löste die Band eine starke Kontroverse in ihrer Fangemeinde aus. Von vielen Seiten wurde der Song als purer Metalcore angesehen und auch der Text wurde als ungewöhnlich simpel und einfach kritisiert. Mit dem im Februar 2007 erschienenen THE MARROW OF A BONE legte sich diese Kritikwelle wieder, da das Album eine recht ausgewogene Mischung aus ruhigen und harten Liedern darstellt. Unmut wurde jedoch erneut wegen der fast ausschließlichen Verwendung von englischen Liedtiteln und einem großen Anteil an englischsprachigen Songtexten und Textpassagen geäußert.
Konsequent führen Dir En Grey ihren musikalischen Wandel auf dem Album UROBOROS 2008 fort. Düster, brachial und stellenweise orientalisch angehaucht, liefert UROBOROS ein komplett neues Soundbild und eine ungekannte Seite des Quintetts. Von den beiden eingängigeren Single-Auskopplungen GLASS SKIN und DOZING GREEN abgesehen, wartet das Album vor allem mit härteren Passagen und eigenwilligen Songstrukturen auf. Trotz oder vielleicht gerade wegen dieser enormen Vielfalt, fand das Album rund um den Globus großes Gehör.
2011 erschien nach das Album DUM SPIRO SPERO, welches konsequent den von UROBOROS vorgezeichneten Weg weiterging. Kernpunkte des Albums sind die ungewöhnlich tief gestimmten Gitarren und die eigenwillige Gesangskunst des Sängers.

### Texte
Die Liedtexte von Dir En Grey werden ausnahmslos von Sänger Kyo geschrieben. Die hier erwähnten Merkmale beziehen sich deshalb nicht nur auf die Lieder der Band, sondern zum Teil auch auf die von Kyo veröffentlichten Gedichte.
Die Liedtexte Kyos weisen einige gemeinsame Merkmale auf. So haben sie nie ein Happy End, denn der Sänger verabscheut das nach eigenen Aussagen. Auch sind viele seiner Texte nur schwer zu dechiffrieren, da sie zahlreiche Symbole und Metaphern enthalten. Die Geschichten in den Liedern werden oft nur in Andeutungen erzählt und lassen in den meisten Fällen viel Raum für Spekulationen und Interpretationen. Hinzu kommen Sprachspielereien wie das Ausnutzen von Ungenauigkeiten der japanischen Sprache, beispielsweise die Verwendung homophoner Wörter – und der Gebrauch ungewöhnlicher Kanji.
Kyo schreibt größtenteils in japanischer Sprache. Speziell in seinen Liedtexten verwendet er jedoch auch häufig andere Sprachen. In der Anfangszeit von Dir En Grey waren das Deutsch oder Russisch, mittlerweile ist es vor allem Englisch. Das Ausmaß des Gebrauchs von Fremdsprachen variiert dabei von einzelnen Worten, wie zum Beispiel bei Schweinの椅子 (Schwein no Isu), Bottom of the death valley oder THE IIID EMPIRE, bis hin zu komplett nicht-japanischen Texten, wie Deity, Hydra, Child prey oder AGITATED SCREAMS OF MAGGOTS.
Verschiedene Themen werden in den Liedern immer wieder angesprochen und sind zu einer Art Markenzeichen für Kyos Texte geworden. Zu diesen zählen: Tod, Mord, Selbstmord, Selbstverletzung, Vergewaltigung, Schmerz, Kindesmissbrauch, unglückliche und verzweifelte Liebe, Einsamkeit, Kummer sowie die Oberflächlichkeit der Menschen. Folglich sind viele Texte sehr düster, emotional und teilweise sehr aggressiv. Kyo benutzt stellenweise Beleidigungen (Я TO THE CORE, CLEVER SLEAZOID) oder bildliche Darstellungen von Verbrechen und extremer Gewalt (OBSCURE, 鴉-karasu-, GRIEF). Im Kontrast dazu gibt es jedoch auch sehr einfühlsame Texte (蛍火 (Hotarubi), 蟲-mushi-) und Lieder, die fast balladenhafte Züge annehmen (ザクロ (Zakuro), THE FINAL).
Die in den Texten erzählten oder angedeuteten Geschichten bleiben oftmals eine Frage der Interpretation und sind häufig nicht eindeutig der Sicht Kyos zuzuordnen. So ist ein Text anscheinend aus der Sicht eines Toten geschrieben (アクロの丘 (Akuro no Oka)), ein anderer aus der Sicht eines Fötus, der abgetrieben wird (mazohyst of decadence) und andere Texte oder Teile davon aus der Perspektive einer weiblichen Person (embryo, JEALOUS).
Auch in ihren Musikvideos verwenden Dir En Grey zum Teil explizit brutale und makabere Szenen und Einspielungen, die teilweise zur Zensur in Japan führten und Kritik mit sich brachten. Das wird von den Musikern aber offenbar erwartet und generell gehen sehr viele Fans davon aus, dass die Band mit ihrer Musik Aspekte der japanischen Gesellschaft oder der Menschen allgemein ansprechen wollen, die sie bzw. ihre Generation als problematisch empfinden und damit zum Nachdenken über diese Probleme anregen wollen.

## Bandmitglieder
Dir En Grey treten seit ihrer Gründung 1997 in der gleichen Besetzung auf. Bis auf Toshiya waren alle Mitglieder davor zusammen in der im Dezember 1995 gegründeten Band La:Sadie's.

### 京
京 (Kyo), geboren am 16. Februar 1976 in der Präfektur Kyōto, Japan, hat in seiner Funktion als Sänger die Texte zu allen Liedern der Band geschrieben. Zu diesen kommen weitere fünf Lieder sowie zahlreiche Gedichte, die er im Rahmen seiner Gedichtbücher veröffentlicht hat. Kyos Gesang ist durch seinen Stimmumfang und sein Talent, ausgefallene Töne und Geräusche hervorzubringen, außergewöhnlich. In einem Review zu Uroboros heißt es bei Sputnik Music: “I challenge you to find one singer in any genre with more range than this guy.”

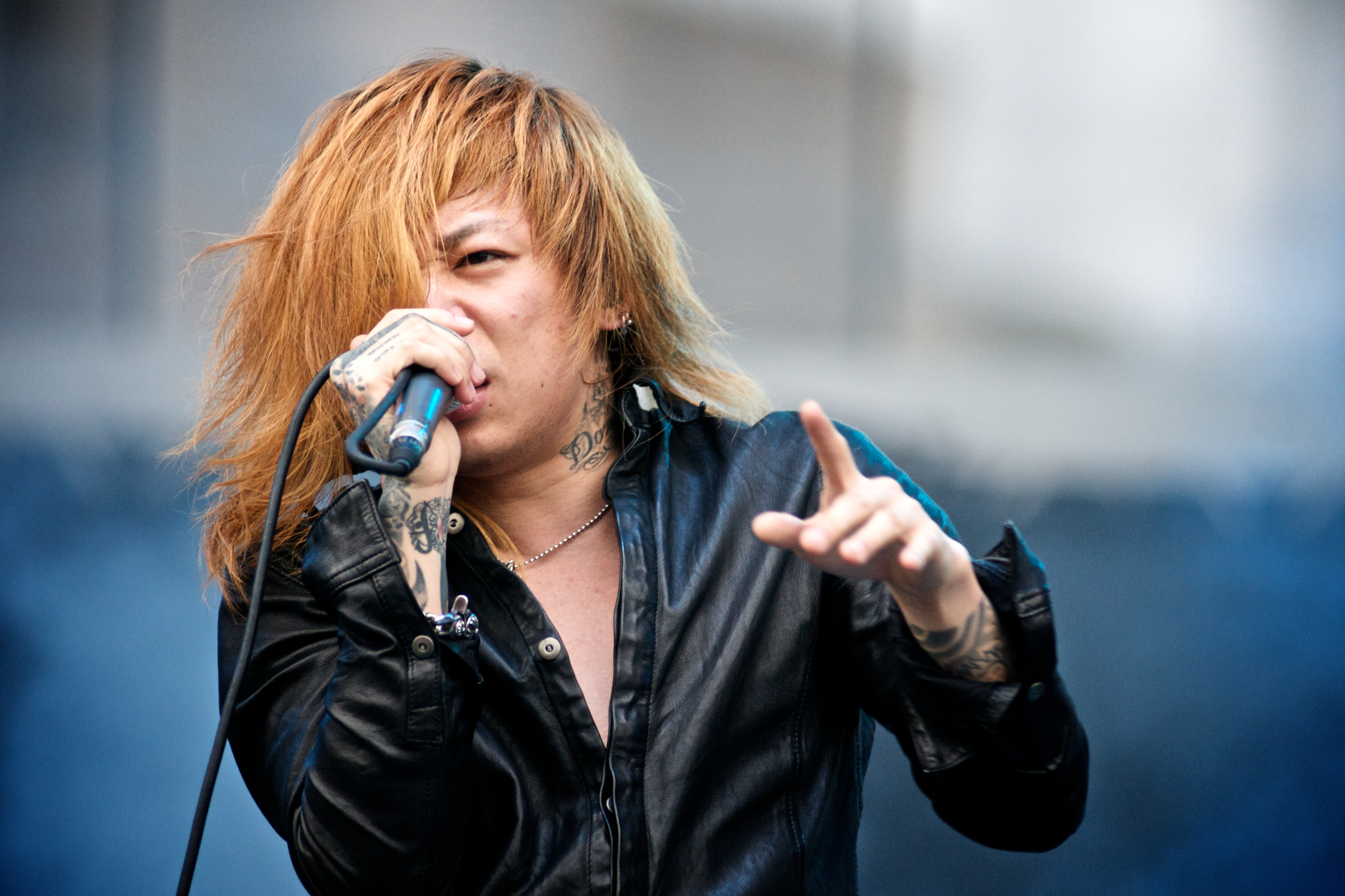
Kyo (2009)

In seiner Jugend wollte Kyo nach eigenen Aussagen nie Musik machen. Seine Meinung änderte er erst, als er von Bands wie X Japan, Kuroyume und Buck-Tick hörte. Er begann sich für Visual Kei zu interessieren und versuchte sich mit mittelmäßigem Erfolg an Gitarre und Bass. Da ihm beides nicht lag, begann er seine Tätigkeit als Sänger und Songwriter.
Obwohl er sich generell in der Öffentlichkeit zurückhält, ist Kyo auf der Bühne Mittelpunkt des Geschehens. Besonders bekannt ist er für seine dramatischen und teilweise auch recht schockierenden Auftritte. So benutzte er häufig Kunstblut, kratzte sich mit den Fingernägeln die Brust auf, schlug sich selbst ins Gesicht, bis es blutete, schlug mit dem Mikrofon gegen seine Brust oder schnitt sich mit feinen Nadeln Arm und Brust auf. Zurzeit nimmt er davon jedoch Abstand und drückt sich durch Gestik und Mimik aus, wobei er heutzutage hin und wieder noch das sogenannte „Fish-hooking“ an sich selbst praktiziert, bis es blutet.
Bevor er zu La:Sadie’s wechselte, war er Mitglied vieler verschiedener Bands, namentlich bekannt sind seine erste Band 月蝕 (Gesshoku), außerdem Viṣṇu, Masquerade, 婦夜婦夜 (Puyopuyo), 狂殺会 (Kyōsatsukai) und die Session-Band 廃人黒薔薇族 (Haijin Kurobarazoku). Im Jahr 2013 gründete Kyo sukekiyo. Im September 2014 reiste Kyo mit sukekiyo für die 雨上がりの優詩 (Ameagari no Yūshi) Tour durch Europa und trat in Berlin und Bochum auf.

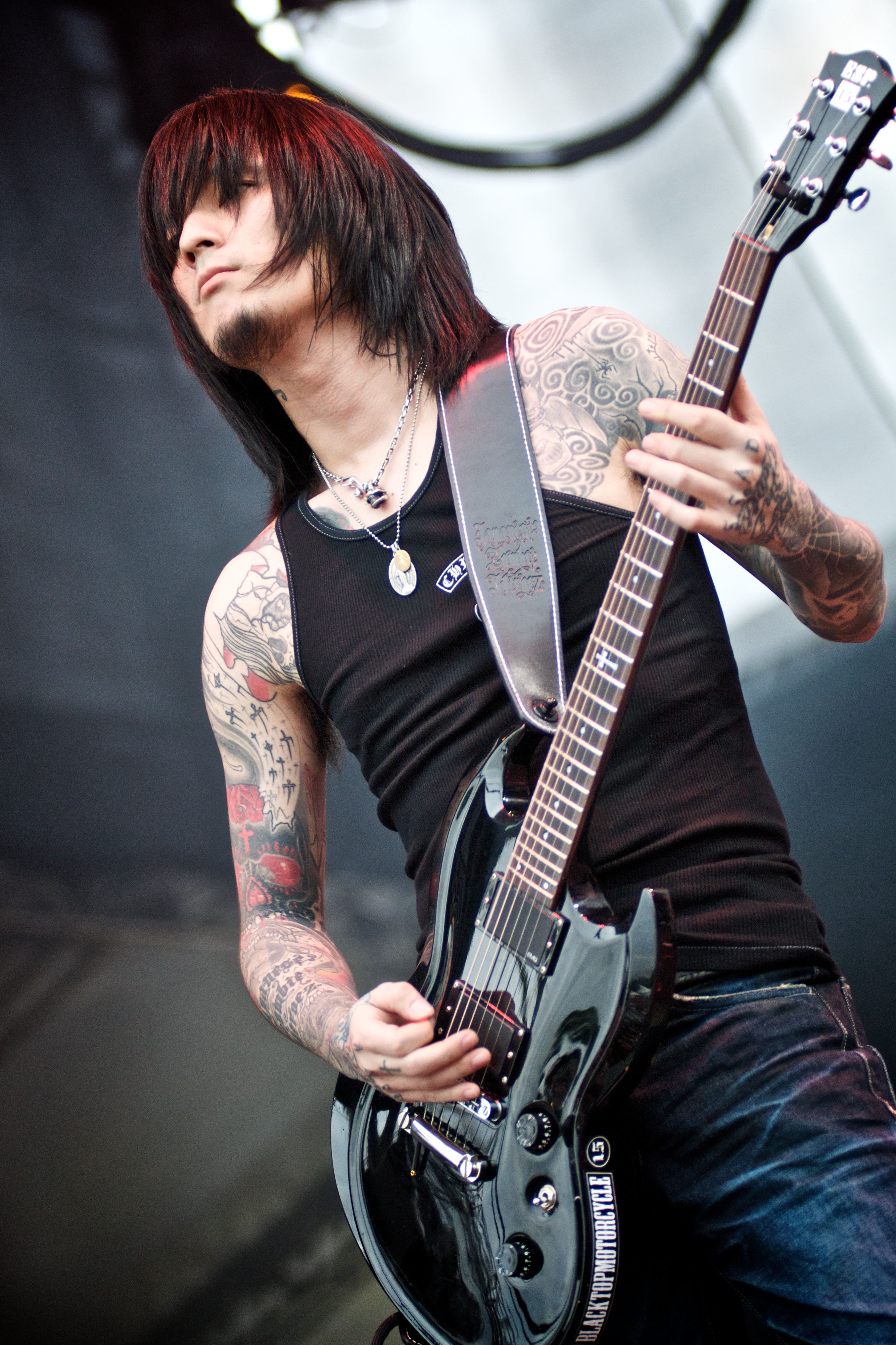
Kaoru (2009)

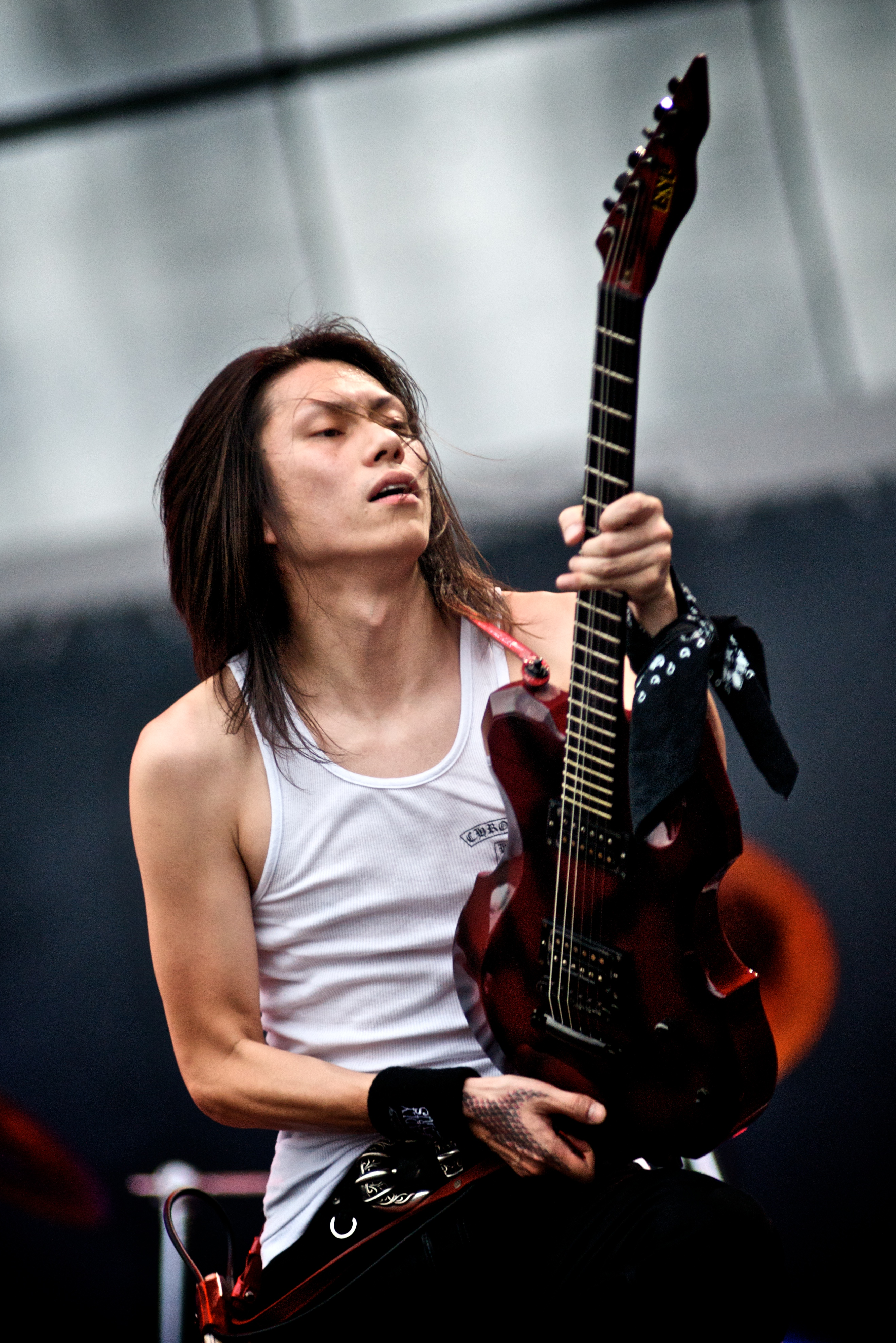
Die (2009)

### 薫
薫 (Kaoru), geboren am 17. Februar 1974 in der Präfektur Hyōgo, Japan, ist der erste Gitarrist von Dir En Grey und der so genannte Leader, also die Person, die sich um alle anfallenden Probleme kümmert. Kaoru spielt seit seiner späten Jugend Gitarre. Sein Wunsch, professionell Musik zu machen, wurde unter anderem von X Japan und vor allem deren Gitarrist hide beeinflusst. 1996 wurde Kaoru Mitglied der Band La:Sadie's, als Nachfolger des ehemaligen Gitarristen Shio. Zuvor spielte er bei CHARM. Für Dir En Grey hat Kaoru recht unterschiedliche Songs komponiert, darunter Cage, MACABRE -揚羽ノ羽ハ夢ノ蛹- (MACABRE -Sanagi no Yume wa Ageha no Hane-), ザクロ (Zakuro) und JESSICA.

### Die
Die, geboren am 20. Dezember 1974 in der Präfektur Mie, Japan, ist der zweite Gitarrist der Band. Er spielte zuvor in der Band Ka・za・ri und ist bekannt für seine Vorliebe für die Farbe Rot, die sich in der Gestaltung einiger seiner Gitarren, sowie meistens auch in der Farbe seiner Haare ausdrückt. Zu seinen musikalischen Beiträgen gehören 24個シリンダー (Nijūyon-ko Shirindā), 予感 (Yokan), 304号室、白死の桜 304-gōshitsu, Hakushi no Sakura, 理由 (Wake), undecided, Mr.NEWSMAN und DRAIN AWAY.

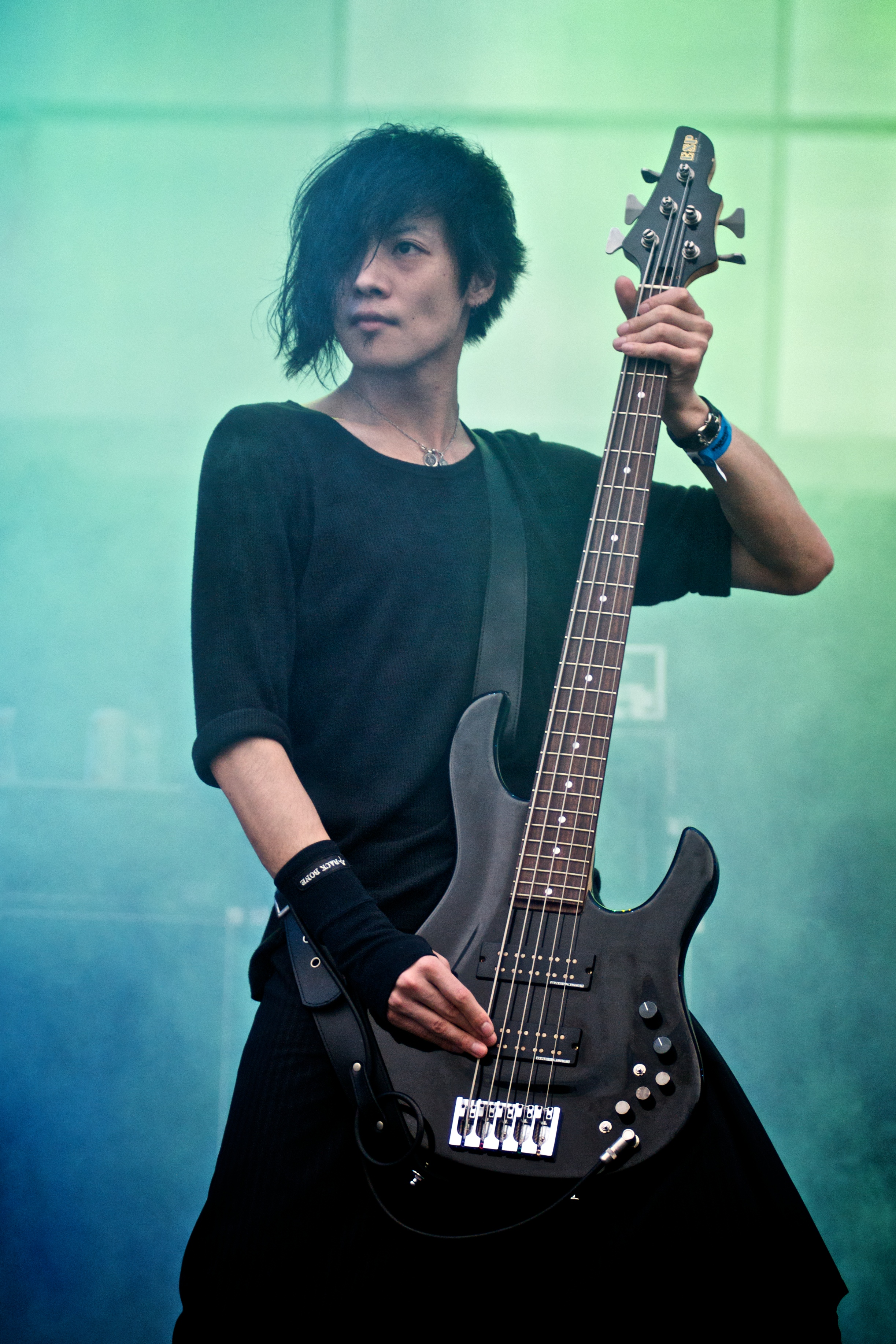
Toshiya (2009)

### Toshiya
Toshiya, geboren am 31. März 1977 in der Präfektur Nagano, Japan, ist der Bassist der Band. Er ist als einziger nicht Mitglied bei La:Sadie's gewesen und spielte zuvor als Support-Bassist in der Band GOSICK und als Support-Gitarrist bei D†L. Er trug Songs wie Erode, egnirys cimredopyh +) an injection und Bottom of the death valley bei.

### Shinya

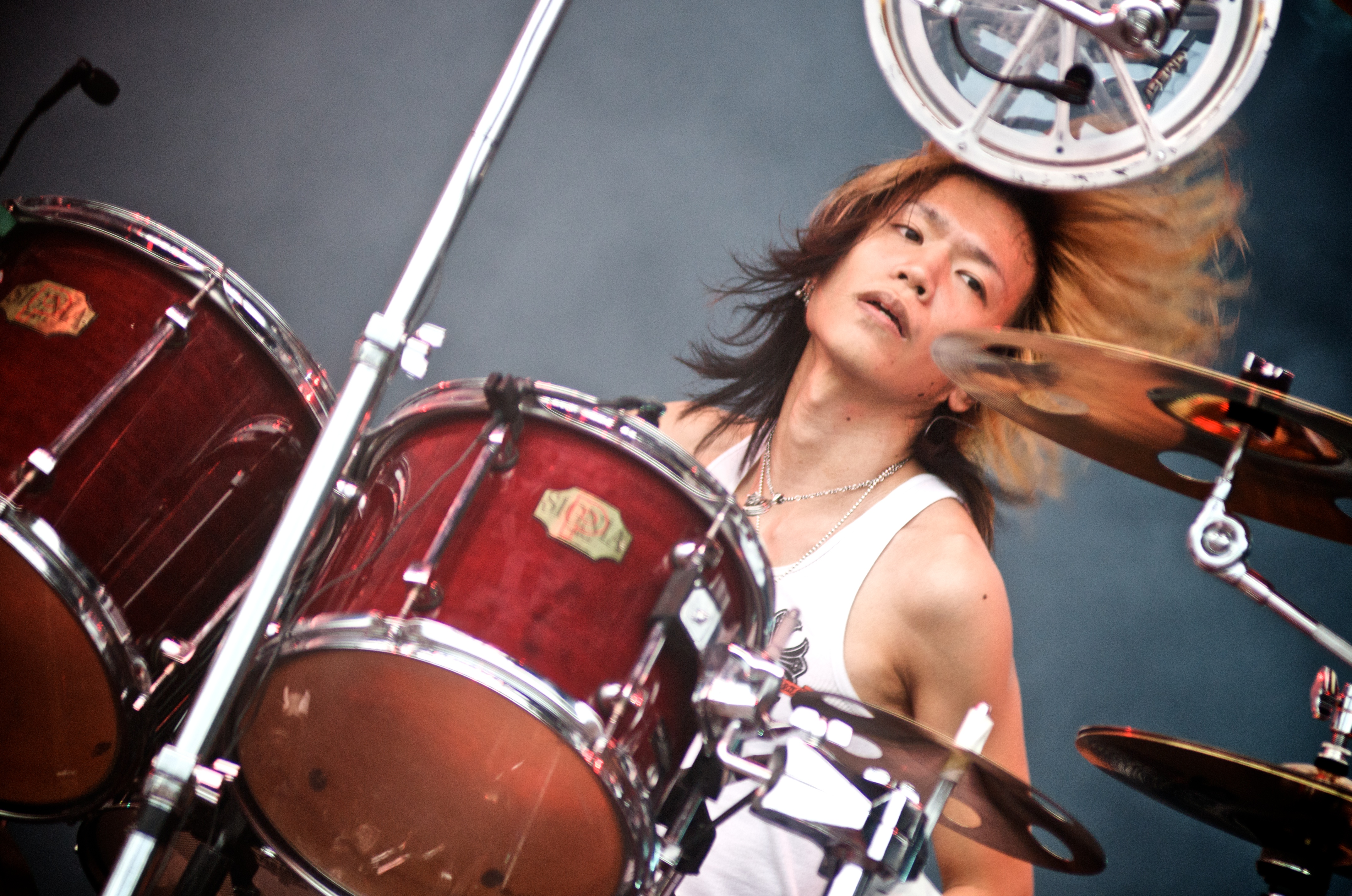
Shinya (2009)

Geboren am 24. Februar 1978 in der Präfektur Osaka, Japan, ist das jüngste Mitglied der Band und besetzt die Position des Schlagzeugers. Angeregt durch frühe Konzertbesuche von Schulbands und durch sein Idol Yoshiki von X Japan, hat er schon früh beschlossen, Musiker zu werden. Auch er war zuvor Mitglied von La:Sadie's, zudem spielte er als Schlagzeuger bei Siva, Ruby und gemeinsam mit Kyo bei 廃人黒薔薇族 (Haijin Kurobarazoku). Zu den Stücken, die er für Dir En Grey geschrieben hat, zählen 虜 (Toriko), ゆらめき (Yurameki), 蛍火 (Hotarubi) und umbrella.

## Diskografie

### Alben
| Jahr | Titel                            | Höchstplatzierung, Gesamtwochen, AuszeichnungChartsChartplatzierungen (Jahr, Titel, Platzierungen, Wochen, Auszeichnungen, Anmerkungen) | Anmerkungen                                           |
| Jahr | Titel                            | JP | Anmerkungen                                           |
| ---- | -------------------------------- | --- | ----------------------------------------------------- |
| 1997 | Missa                            | JP93 (1 Wo.)JP | Mini-Album Erstveröffentlichung: 25. Juli 1997        |
| 1999 | Gauze                            | JP5 Gold · (7 Wo.)JP | Erstveröffentlichung: 28. Juli 1999                   |
| 2000 | Macabre                          | JP4 (4 Wo.)JP | Erstveröffentlichung: 20. September 2000              |
| 2001 | 改-Kai-                          | JP22 (3 Wo.)JP | Remixalbum Erstveröffentlichung: 22. August 2001      |
| 2002 | Kisō                             | JP3 Gold · (3 Wo.)JP | Erstveröffentlichung: 30. Januar 2002                 |
| 2002 | Six Ugly                         | JP9 (3 Wo.)JP | Mini-Album Erstveröffentlichung: 31. Juli 2002        |
| 2003 | Vulgar                           | JP6 (6 Wo.)JP | Erstveröffentlichung: 10. September 2003              |
| 2005 | Withering to Death.              | JP8 (9 Wo.)JP | Erstveröffentlichung: 9. März 2005                    |
| 2007 | The Marrow of a Bone             | JP7 (6 Wo.)JP | Erstveröffentlichung: 7. Februar 2007                 |
| 2007 | Decade 1998–2002                 | JP14 (8 Wo.)JP | Best-of-Album Erstveröffentlichung: 19. Dezember 2007 |
| 2007 | Decade 2003–2007                 | JP15 (7 Wo.)JP | Best-of-Album Erstveröffentlichung: 19. Dezember 2007 |
| 2008 | Uroboros                         | JP4 (9 Wo.)JP | Erstveröffentlichung: 12. November 2008               |
| 2011 | Dum Spiro Spero                  | JP4 (8 Wo.)JP | Erstveröffentlichung: 3. August 2011                  |
| 2012 | Uroboros [Remastered & Expanded] | JP13 (5 Wo.)JP | Erstveröffentlichung: 11. Januar 2012                 |
| 2013 | The Unraveling                   | JP3 (5 Wo.)JP | Mini-Album Erstveröffentlichung: 3. April 2013        |
| 2014 | Arche                            | JP4 (7 Wo.)JP | Erstveröffentlichung: 10. Dezember 2014               |
| 2018 | Vestige of Scratches             | JP4 (8 Wo.)JP | Best-of-Album Erstveröffentlichung: 2. Januar 2018    |
| 2018 | The Insulated World              | JP6 (7 Wo.)JP | Erstveröffentlichung: 26. September 2018              |
| 2022 | Phalaris                         | JP5 (6 Wo.)JP | Erstveröffentlichung: 15. Juni 2022                   |

### Singles
| Jahr | Titel Album                                                                        | Höchstplatzierung, Gesamtwochen, AuszeichnungChartsChartplatzierungen (Jahr, Titel, Album, Platzierungen, Wochen, Auszeichnungen, Anmerkungen) | Anmerkungen                              |
| Jahr | Titel Album                                                                        | JP | Anmerkungen                              |
| ---- | ---------------------------------------------------------------------------------- | --- | ---------------------------------------- |
| 1998 | Jealous –                                                                          | JP35 (3 Wo.)JP | Erstveröffentlichung: 10. Mai 1998       |
| 1998 | -I’ll- –                                                                           | JP7 (10 Wo.)JP | Erstveröffentlichung: 12. August 1998    |
| 1999 | Akuro no Oka Gauze                                                                 | JP7 Gold · (5 Wo.)JP | Erstveröffentlichung: 20. Januar 1999    |
| 1999 | Yurameki Gauze                                                                     | JP5 Gold · (8 Wo.)JP | Erstveröffentlichung: 20. Januar 1999    |
| 1999 | -Zan- Gauze                                                                        | JP6 Gold · (5 Wo.)JP | Erstveröffentlichung: 20. Januar 1999    |
| 1999 | Cage Gauze                                                                         | JP6 (7 Wo.)JP | Erstveröffentlichung: 26. Mai 1999       |
| 1999 | Yokan Gauze                                                                        | JP6 (5 Wo.)JP | Erstveröffentlichung: 14. Juli 1999      |
| 2000 | Myaku Macabre                                                                      | JP8 (5 Wo.)JP | Erstveröffentlichung: 16. Februar 2000   |
| 2000 | [KR] Cube Macabre                                                                  | JP6 (6 Wo.)JP | Erstveröffentlichung: 7. Juni 2000       |
| 2000 | Taiyō no Ao Macabre                                                                | JP7 (6 Wo.)JP | Erstveröffentlichung: 26. Juli 2000      |
| 2001 | Ain’t Afraid to Die –                                                              | JP7 (4 Wo.)JP | Erstveröffentlichung: 18. April 2001     |
| 2001 | Filth Kisō                                                                         | JP4 (5 Wo.)JP | Erstveröffentlichung: 12. September 2001 |
| 2001 | Jessica Kisō                                                                       | JP9 (3 Wo.)JP | Erstveröffentlichung: 14. November 2001  |
| 2001 | Embryo Kisō                                                                        | JP6 (4 Wo.)JP | Erstveröffentlichung: 19. Dezember 2001  |
| 2002 | Child Prey Vulgar                                                                  | JP8 (4 Wo.)JP | Erstveröffentlichung: 31. Juli 2002      |
| 2003 | Drain Away Vulgar                                                                  | JP7 (6 Wo.)JP | Erstveröffentlichung: 22. Januar 2003    |
| 2003 | Kasumi Vulgar                                                                      | JP7 (7 Wo.)JP | Erstveröffentlichung: 23. April 2003     |
| 2004 | The Final Withering to Death.                                                      | JP7 (6 Wo.)JP | Erstveröffentlichung: 17. März 2004      |
| 2004 | -Saku- Withering to Death.                                                         | JP4 (6 Wo.)JP | Erstveröffentlichung: 14. Juli 2004      |
| 2005 | Clever Sleazoid The Marrow of a Bone                                               | JP10 (6 Wo.)JP | Erstveröffentlichung: 21. September 2005 |
| 2006 | Ryōjoku no Ame The Marrow of a Bone                                                | JP8 (6 Wo.)JP | Erstveröffentlichung: 26. Juli 2006      |
| 2006 | Agitated Screams of Maggots The Marrow of a Bone                                   | JP5 (8 Wo.)JP | Erstveröffentlichung: 15. November 2006  |
| 2007 | Dozing Green Uroboros                                                              | JP3 (5 Wo.)JP | Erstveröffentlichung: 24. Oktober 2007   |
| 2008 | Glass Skin Uroboros                                                                | JP6 (7 Wo.)JP | Erstveröffentlichung: 10. September 2008 |
| 2009 | Hageshisa to, Kono Mune no Naka de Karamitsuita Shakunetsu no Yami Dum Spiro Spero | JP2 (8 Wo.)JP | Erstveröffentlichung: 2. Dezember 2009   |
| 2011 | Lotus Dum Spiro Spero                                                              | JP6 (6 Wo.)JP | Erstveröffentlichung: 26. Januar 2011    |
| 2011 | Different Sense Dum Spiro Spero                                                    | JP5 (5 Wo.)JP | Erstveröffentlichung: 22. Juni 2011      |
| 2011 | Tsumi to Batsu iTunes Store / Live-limited                                         | — | Erstveröffentlichung: 2011               |
| 2012 | Rinkaku Arche                                                                      | JP4 (7 Wo.)JP | Erstveröffentlichung: 19. Dezember 2012  |
| 2014 | Sustain the Untruth Arche                                                          | JP6 (5 Wo.)JP | Erstveröffentlichung: 22. Januar 2014    |
| 2016 | Utafumi The Insulated World                                                        | JP12 (4 Wo.)JP | Erstveröffentlichung: 27. Juli 2016      |
| 2018 | Ningen o Kaburu The Insulated World                                                | JP5 (6 Wo.)JP | Erstveröffentlichung: 25. April 2018     |
| 2019 | The World of Mercy –                                                               | JP8 (5 Wo.)JP | Erstveröffentlichung: 18. September 2019 |
| 2020 | Ochita Koto no Aru Sora Phalaris                                                   | — | Erstveröffentlichung: 2020               |
| 2021 | Oboro Phalaris                                                                     | JP5 (8 Wo.)JP | Erstveröffentlichung: 28. April 2021     |
| 2024 | 19990120 –                                                                         | JP2 (8 Wo.)JP | Erstveröffentlichung: 17. Januar 2024    |
| 2024 | The Devil in Me –                                                                  | JP6 (5 Wo.)JP | Erstveröffentlichung: 24. April 2024     |

### Videoalben
| Jahr | Titel                                                                | Höchstplatzierung, Gesamtwochen, AuszeichnungChartsChartplatzierungen (Jahr, Titel, Platzierungen, Wochen, Auszeichnungen, Anmerkungen) | Anmerkungen                              |
| Jahr | Titel                                                                | JP | Anmerkungen                              |
| ---- | -------------------------------------------------------------------- | --- | ---------------------------------------- |
| 2000 | Gauze -62045-                                                        | — | Erstveröffentlichung: 19. April 2000     |
| 2000 | December 18, 1999 Osaka Castle Hall                                  | — | Erstveröffentlichung: 19. April 2000     |
| 2001 | Tour 00＞＞01 Macabre                                                | — | Erstveröffentlichung: 22. August 2001    |
| 2002 | Demon Gate                                                           | JP15 (1 Wo.)JP | Erstveröffentlichung: 20. März 2002      |
| 2003 | Final 2003 5 Ugly Kingdom (列島激震行脚)                             | JP15 (2 Wo.)JP | Erstveröffentlichung: 21. Mai 2003       |
| 2004 | Tour 04 The Code of Vulgar[ism]                                      | JP11 (4 Wo.)JP | Erstveröffentlichung: 6. Oktober 2004    |
| 2005 | Average Fury                                                         | JP13 (4 Wo.)JP | Erstveröffentlichung: 29. Juni 2005      |
| 2005 | Average Psycho                                                       | JP12 (4 Wo.)JP | Erstveröffentlichung: 27. Juli 2005      |
| 2006 | Toue 05 It Withers and Withers                                       | JP7 (4 Wo.)JP | Erstveröffentlichung: 3. Mai 2006        |
| 2007 | The Family Valeuze Tour 2006                                         | — | Erstveröffentlichung: 25. April 2007     |
| 2009 | A Knot Of                                                            | JP7 (5 Wo.)JP | Erstveröffentlichung: 4. Februar 2009    |
| 2009 | Tour 08 The Rose Trims Again                                         | JP5 (5 Wo.)JP | Erstveröffentlichung: 29. April 2009     |
| 2009 | Average Blasphemy                                                    | JP14 (3 Wo.)JP | Erstveröffentlichung: 28. Oktober 2009   |
| 2010 | Uroboros -With the Proof in the Name of Living...- At Nippon Budokan | JP5 (4 Wo.)JP | Erstveröffentlichung: 26. Mai 2010       |
| 2012 | Tour 2011 Age Quod Agis Vol.1 (Europe & Japan)                       | JP7 (5 Wo.)JP | Erstveröffentlichung: 20. Juni 2012      |
| 2012 | Tour 2011 Age Quod Agis Vol.2 (U.S. & Japan)                         | JP7 (2 Wo.)JP | Erstveröffentlichung: 18. Juli 2012      |
| 2013 | Tour 12-13 In Situ-Tabula Rasa                                       | JP13 (3 Wo.)JP | Erstveröffentlichung: 25. September 2013 |
| 2014 | Tour13 Ghoul                                                         | JP14 (3 Wo.)JP | Erstveröffentlichung: 23. April 2014     |
| 2014 | Dum Spiro Spero At Nippon Budokan                                    | JP9 (2 Wo.)JP | Erstveröffentlichung: 16. Juli 2014      |
| 2015 | Average Sorrow                                                       | JP13 (2 Wo.)JP | Erstveröffentlichung: 1. April 2015      |
| 2015 | Average Psycho 2                                                     | JP16 (3 Wo.)JP | Erstveröffentlichung: 2. September 2015  |
| 2016 | Arche At Nippon Budokan                                              | JP8 (4 Wo.)JP | Erstveröffentlichung: 29. Juni 2016      |
| 2019 | From Depression To ________ [Mode Of 16-17]                          | JP12 (3 Wo.)JP | Erstveröffentlichung: 7. August 2019     |
| 2022 | Average Psycho 3                                                     | JP15 (4 Wo.)JP | Erstveröffentlichung: 30. März 2022      |
| 2022 | The Final Days of Studio Coast                                       | JP3 (3 Wo.)JP | Erstveröffentlichung: 14. September 2022 |
| 2023 | 25th Anniversary Tour22 From Depression To ________                  | JP11 (2 Wo.)JP | Erstveröffentlichung: 5. Juli 2023       |
| 2024 | Tour22-23 Phalaris                                                   | JP11 (1 Wo.)JP | Erstveröffentlichung: 21. August 2024    |

### Bücher
- 1999: Dir En Grey (やろうぜ)
- 2000: 視覚 [a dead angle]
- 2002: Dragon Fly
- 2002: 「××」
- 2003: 我
- 2005: The Manipulated Life
- 2008: Dir En Grey Guitar Book feat. 薫 & Die
- 2008: Shankara
- 2008: Shankara -breathing-
- 2010: Dir En Grey Bass & Drums Book feat. Toshiya & Shinya
- 2010: OUROBOROS
- 2011: Amon (Buch + CD)
- 2011: The Unwavering Fact Of Tomorrow Tour2010-2011
- 2012: Dir En Grey Overseas Documentary Greed
- 2012: Minerva -輪郭-
- 2013: Minerva -The Unraveling-
- 2016: Dir En Grey Players Book
- 2017: Burrn! Presents Dir En Grey
- 2022: 2019120520220127